# دراغان تاديتش
دراغان تاديتش هو لاعب كرة قدم كرواتي في مركز الوسط، ولد في 12 فبراير 1973 في رييكا في كرواتيا. لعب مع نادي إسترا 1961 ونادي رييكا ونادي سيغيستا.

## وصلات خارجية
- دراغان تاديتش على موقع قاعدة بيانات كرة القدم.إي يو (الإنجليزية)
- دراغان تاديتش على موقع Soccerway.com (الإنجليزية)
- دراغان تاديتش على موقع عالم كرة القدم.نت (الإنجليزية)